# Simone Emmanuello
Simone Emmanuello (Chieri, 25 aprile 1994) è un calciatore italiano, centrocampista della Pro Vercelli.

## Caratteristiche tecniche
Gioca come regista a centrocampo e dispone di una buona visione di gioco.

## Carriera

### Club
Tra il 2010 ed il 2014 milita nella Primavera della Juventus, nella quale esordisce all'età di 16 anni; nell'arco di questi quattro anni vince il Torneo di Viareggio nel 2012, la Coppa Italia Primavera nella stagione 2012-2013 e la Supercoppa Primavera dell'anno seguente. Il 31 gennaio 2014 Pierpaolo Marino lo porta all'Atalanta, acquistandolo in compartecipazione dal club bianconero in cambio della cessione (sempre in compartecipazione) di Davide Cais alla Juventus; il giorno stesso il centrocampista piemontese viene ceduto in prestito alla Pro Vercelli, formazione di Lega Pro Prima Divisione. Con la squadra vercellese Emmanuello gioca la seconda parte della stagione 2013-2014, disputando una partita in campionato ed ottenendo la promozione in Serie B dopo i play-off. Anche nella stagione 2014-2015 viene riconfermato in prestito alla Pro Vercelli: in questa stagione segna il suo primo gol da professionista, contro il Brescia in Coppa Italia il 17 agosto 2014; nel corso dell'annata gioca poi anche 22 partite nel campionato di Serie B.
Il 18 giugno 2015 l'Atalanta lo riscatta dalla Juventus insieme ad Edoardo Ceria e Richmond Boakye in cambio della seconda metà dei cartellini di Cais e Luca Barlocco; dopo averlo riscattato, il club orobico lo cede ancora una volta in prestito alla Pro Vercelli, con la cui maglia durante la stagione 2015-2016 il centrocampista disputa una partita in Coppa Italia e 18 partite nel campionato di Serie B, nel quale realizza anche il suo primo gol in carriera in un campionato professionistico, segnando il momentaneo 3-1 nella partita persa per 6-2 sul campo del Bari il 12 marzo 2016. Il 31 agosto 2016 l'Atalanta lo cede per la quarta stagione consecutiva in prestito alla Pro Vercelli, con cui disputa quindi anche la stagione 2016-2017. Nella stagione 2017-2018 gioca ancora in prestito in Serie B, dividendosi tra Perugia e Cesena, con cui gioca in totale 13 partite (7 con gli umbri, con i quali segna anche un gol in 3 presenze in Coppa Italia, e 6 con i romagnoli); nell'estate del 2018 l'Atalanta lo cede a titolo definitivo alla Juventus, che per la stagione 2018-2019 lo aggrega alla sua neonata squadra riserve (la Juventus U-23), con cui disputa da titolare il campionato di Serie C. Nel gennaio del 2019 viene ceduto a titolo definitivo alla Pro Vercelli, nel frattempo retrocessa in Serie C.

### Nazionale
Tra il 2010 ed il 2011 ha giocato 11 partite in Under-17, segnando anche una rete; nell'arco dei due anni successivi ha disputato una partita con l'Under-18 e una partita con l'Under-19. Il 6 agosto 2014 segna una rete in una partita amichevole con la B Italia contro la Rappresentativa AIC. Nel 2015 gioca invece 2 partite in Under-20, nelle quali realizza anche una rete.

## Statistiche

### Presenze e reti nei club
Statistiche aggiornate al 17 maggio 2025.
| Stagione            | Squadra             | Campionato          | Campionato | Campionato | Coppe nazionali | Coppe nazionali | Coppe nazionali | Coppe continentali | Coppe continentali | Coppe continentali | Altre coppe | Altre coppe | Altre coppe | Totale | Totale |
| Stagione            | Squadra             | Comp                | Pres       | Reti       | Comp            | Pres            | Reti            | Comp               | Pres               | Reti               | Comp        | Pres        | Reti        | Pres   | Reti   |
| ------------------- | ------------------- | ------------------- | ---------- | ---------- | --------------- | --------------- | --------------- | ------------------ | ------------------ | ------------------ | ----------- | ----------- | ----------- | ------ | ------ |
| gen.-giu. 2014      | Pro Vercelli        | 1D                  | 1          | 0          | CI+CI-LP        | -               | -               | -                  | -                  | -                  | -           | -           | -           | 1      | 0      |
| 2014-2015           | Pro Vercelli        | B                   | 22         | 0          | CI              | 1               | 1               | -                  | -                  | -                  | -           | -           | -           | 23     | 1      |
| 2015-2016           | Pro Vercelli        | B                   | 18         | 1          | CI              | 1               | 0               | -                  | -                  | -                  | -           | -           | -           | 19     | 1      |
| 2016-2017           | Pro Vercelli        | B                   | 30         | 5          | CI              | 0               | 0               | -                  | -                  | -                  | -           | -           | -           | 30     | 5      |
| 2017-gen. 2018      | Perugia             | B                   | 7          | 0          | CI              | 3               | 1               | -                  | -                  | -                  | -           | -           | -           | 10     | 1      |
| gen.-giu. 2018      | Cesena              | B                   | 6          | 0          | CI              | -               | -               | -                  | -                  | -                  | -           | -           | -           | 6      | 0      |
| 2018-gen. 2019      | Juventus U23        | C                   | 17         | 0          | CI-C            | 0               | 0               | -                  | -                  | -                  | -           | -           | -           | 17     | 0      |
| gen.-giu. 2019      | Pro Vercelli        | C                   | 13+1       | 0          | CI+CI-C         | -               | -               | -                  | -                  | -                  | -           | -           | -           | 14     | 0      |
| 2019-gen.2020       | Vicenza             | C                   | 7          | 0          | CI+CI-C         | 1+3             | -               | -                  | -                  | -                  | -           | -           | -           | 11     | 0      |
| gen.-giu. 2020      | Pro Vercelli        | C                   | 3          | 1          | CI+CI-C         | -               | -               | -                  | -                  | -                  | -           | -           | -           | 3      | 1      |
| 2020-2021           | Pro Vercelli        | C                   | 33+3       | 3+1        | CI              | -               | -               | -                  | -                  | -                  | -           | -           | -           | 36     | 4      |
| 2021-2022           | Pro Vercelli        | C                   | 27         | 1          | CI-C            | 1               | 0               | -                  | -                  | -                  | -           | -           | -           | 28     | 1      |
| 2022-2023           | Pro Vercelli        | C                   | 12         | 0          | CI-C            | 0               | 0               | -                  | -                  | -                  | -           | -           | -           | 12     | 0      |
| 2022-2023           | Pro Vercelli        | C                   | 12         | 0          | CI-C            | 0               | 0               | -                  | -                  | -                  | -           | -           | -           | 12     | 0      |
| 2023-2024           | Pro Vercelli        | C                   | 11         | 0          | CI-C            | 0               | 0               | -                  | -                  | -                  | -           | -           | -           | 11     | 0      |
| 2024-2025           | Pro Vercelli        | C                   | 22+2       | 0          | CI-C            | 3               | 0               | -                  | -                  | -                  | -           | -           | -           | 27     | 0      |
| Totale Pro Vercelli | Totale Pro Vercelli | Totale Pro Vercelli | 204+6      | 11+1       |                 | 6               | 1               |                    | -                  | -                  |             | -           | -           | 217    | 13     |
| Totale carriera     | Totale carriera     | Totale carriera     | 234+6      | 11+1       |                 | 9               | 2               |                    | -                  | -                  |             | -           | -           | 249    | 13     |

## Palmarès

### Club

#### Competizioni giovanili
- Torneo di Viareggio: 1

Juventus: 2012
- Coppa Italia Primavera: 1

Juventus: 2012-2013
- Supercoppa Primavera: 1

Juventus: 2013